# Krauchthal
Krauchthal (toponimo tedesco) è un comune svizzero di 2 333 abitanti del Canton Berna, nella regione dell'Emmental-Alta Argovia (circondario dell'Emmental).

## Storia

### Simboli
Lo stemma comunale è in uso dal 1780 e riprende il blasone del casato dei Von Krauchthal, ricca famiglia bernese del XV secolo che si estinse nel 1464.

## Monumenti e luoghi d'interesse

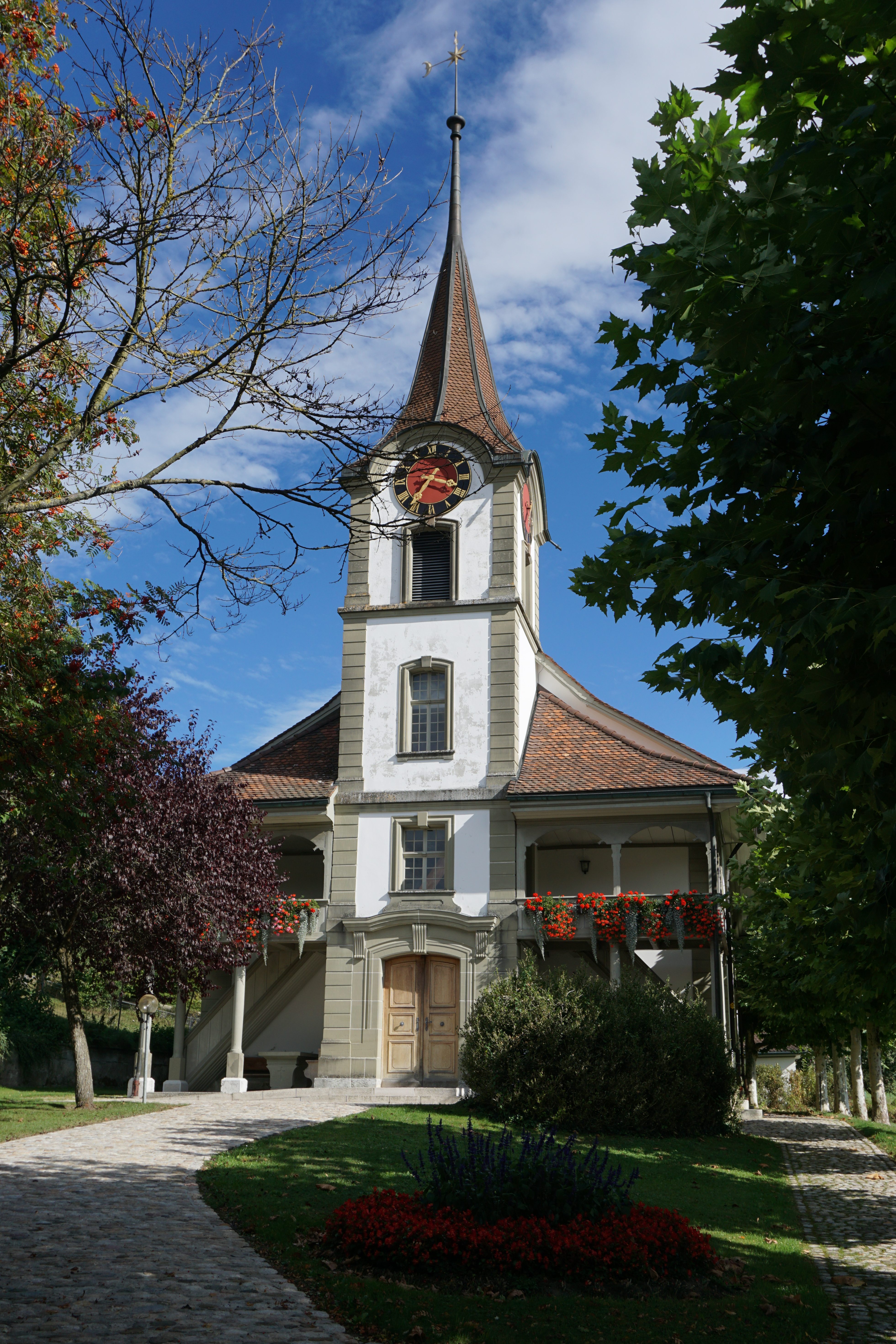
La chiesa riformata

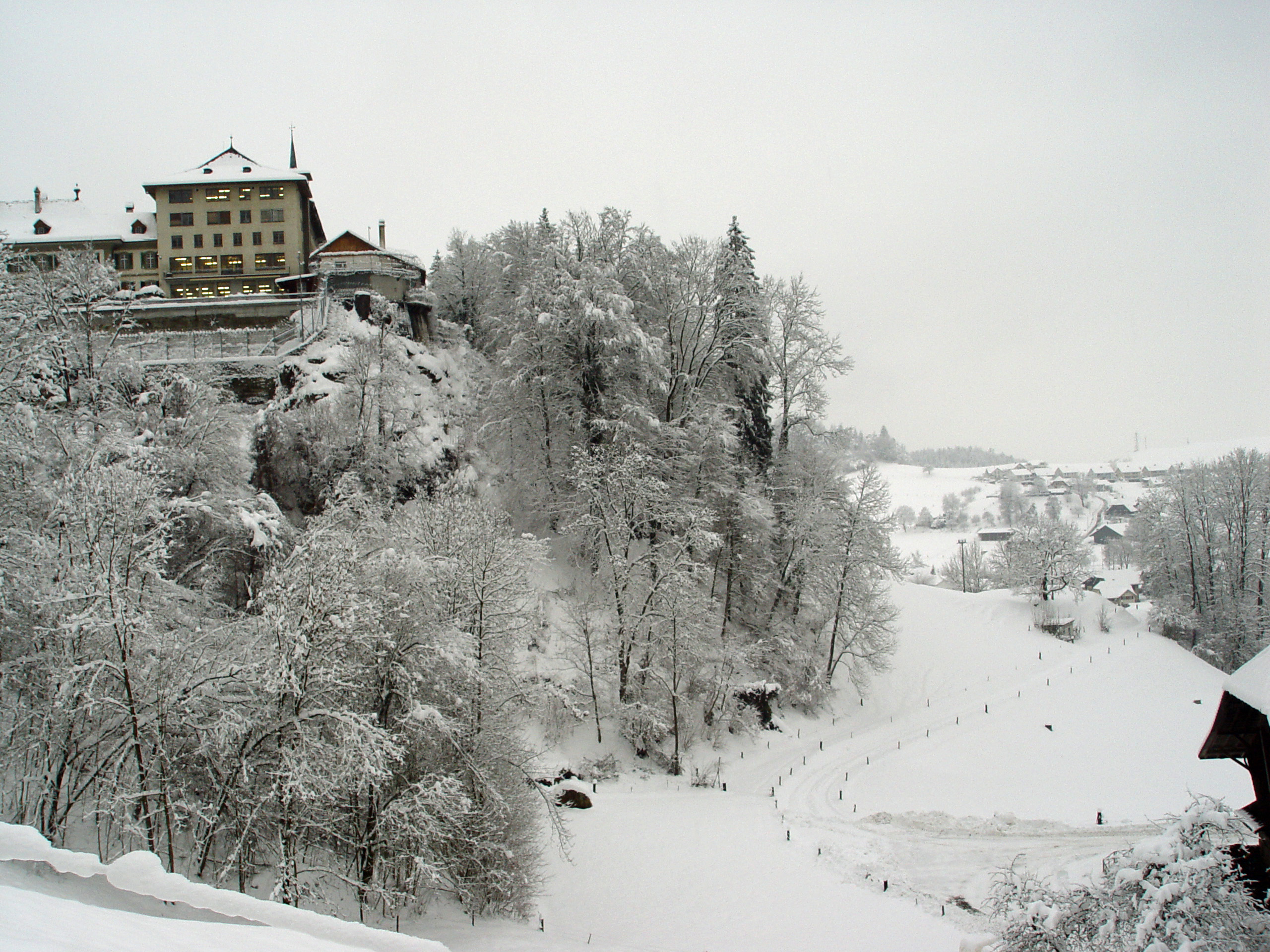
Il castello di Thorberg

- Chiesa riformata (già di San Maurizio), attestata dal 1270 e ricostruita nel 1514[3];
- Castello di Thorberg, ex certosa eretta nel Medioevo, secolarizzata nel 1528 e trasformata in fortezza nel 1738-1763[4].

## Società

### Evoluzione demografica
L'evoluzione demografica è riportata nella seguente tabella:
Abitanti censiti

## Geografia antropica

### Frazioni

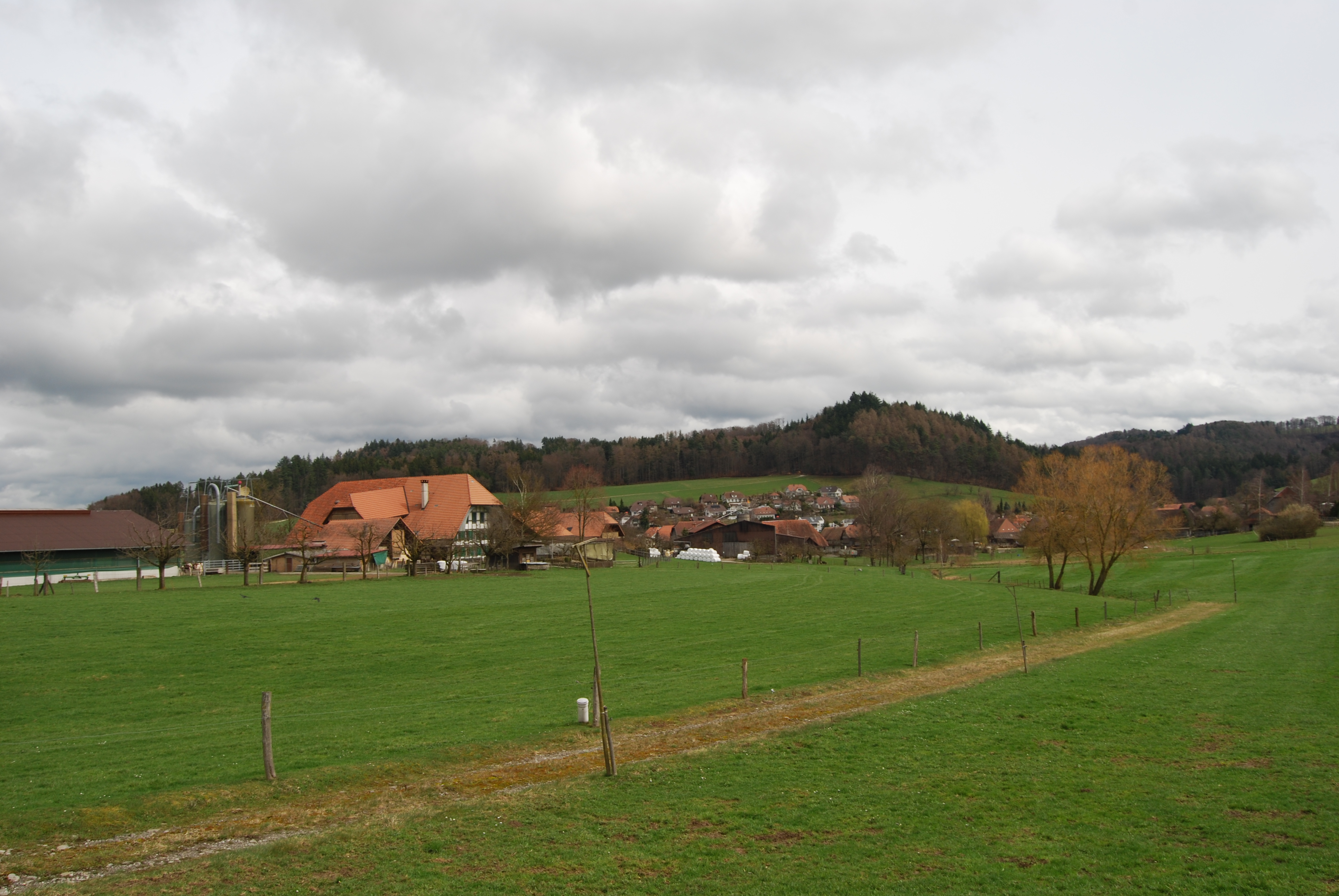
Hettiswil

- Dieterswald
- Hettiswil[6]
  - Berg
  - Ey
  - Grauenstein
  - Hängelen
- Hub
- Krauchthal
- Thorberg[4]

## Amministrazione
Ogni famiglia originaria del luogo fa parte del cosiddetto comune patriziale e ha la responsabilità della manutenzione di ogni bene ricadente all'interno dei confini del comune.